# Municipio de San Cristóbal de Las Casas
El municipio de San Cristóbal de Las Casas es uno de los 124 municipios que conforman el estado mexicano de Chiapas. Su cabecera es la ciudad de San Cristóbal de las Casas, la tercera con mayor población en el estado.

## Geografía
El municipio tiene una superficie aproximada de 395 km² que se extiende en dos áreas. La más extensa limita al norte con los municipios de Chamula y Tenejapa y Huixtán, al este con los municipios de Huixtán y Teopisca, al sur con los municipios de Teopisca, Totolapa y San Lucas, al oeste con los municipios de San Lucas, Zinacantán y Chamula. La zona de menor extensión limita al norte con los municipios de Huixtán y Chanal, al este con los municipios de Chanal y Amatenango del Valle, al sur con el municipio de Amatenango del Valle, y al oeste con los municipios de Amatenango del Valle, Teopisca y Huixtán.

### Localidades
En el censo de 2020 el municipio de San Cristóbal de Las Casas contaba con 126 localidades.
| Código INEGI      | Localidad                  | Población (2020) |
| ----------------- | -------------------------- | ---------------- |
| 070780001         | San Cristóbal de Las Casas | 183 509          |
| 070780145         | San Antonio del Monte      | 2 259            |
| 070780062         | La Candelaria              | 1 541            |
| 070780039         | Yashitinín                 | 1 274            |
| 070780172         | Molino los Arcos           | 1 274            |
| 070780078         | Mitzitón                   | 1 046            |
| 070780040         | Zacualpa Ecatepec          | 1 023            |
| Otras localidades | Otras localidades          | 23 948           |
| Total municipal   | Total municipal            | 215 874          |